# Inmaculada Mujika
Inmaculada Mujika Flores (Tetuán, 1959) también conocida como Lala, es una socióloga y psicóloga española, activista feminista y directora de los Servicios para Gays, Lesbianas y Transgéneros ALDARTE en el País Vasco. Pionera en la promoción de estudios y divulgación sobre el colectivo LGTBI en el País Vasco. 

## Biografía
Mujika Flores nació en Tetuán, Marruecos, en el año 1959 y se licenció en Sociología y Psicología en la Universidad del País Vasco (UPV/EHU) en los años 1994 y 2005, respectivamente. En 1996 realizó un Master en Sexualidad Humana.

## Trayectoria
Desde los años 80 ha trabajado intensamente en el movimiento feminista participando en la creación y dinamización del grupo de mujeres de Astrabudua-Erandio, en la Asamblea de Mujeres de Bizkaia, el Colectivo de Lesbianas Feministas de Bizkaia o en la creación de AGERIAN Lesbianen Taldea.
Desde 1994 es directora de los Servicios para Gays, Lesbianas y Transgéneros ALDARTE en Bilbao en cuya fundación participa; ALDARTE gestiona el servicio de atención BERDINDU para personas LGTBI y a su entorno en Vizcaya y Álava.
Ha promovido diferentes líneas de trabajo y divulgación en medios de comunicación, conferencias, publicaciones o material escolar, contra la falta detolerancia contra el colectivo LGTBI, para superar los prejuicios sociales y el heterosexismo, ha analizado el desarraigo de la población inmigrante LGTB, etc. Ha impulsado propuestas para la inclusión de la perspectiva LGTB dentro de los planteamientos sobre violencia de género poniendo sobre la mesa el tema de la violencia intragénero.
En el año 2008 publicó el informe, impulsado por el Ararteko, el defensor del Pueblo del País Vasco, Visibilidad y participación social de las mujeres lesbianas en Euskadi; el informe consta de las entrevistas a 18 mujeres lesbianas de la sociedad vasca indagando qué hay detrás de la variabilidad de las experiencias individuales.
En 2016 fue brigadista en la Caravana de Ongi Etorri Errefuxiatuak de Bizkaia que viajó a Grecia a los campos de refugiados.

## Obras
- Cuaderno para trabajar en el tiempo libre: el prejuicio hacia la homosexualidad y el lesbianismo. (Aldarte, 2004)[17]
- Modelos familiares y cambios sociales (Aldarte, 2005).[18]
- Manual de buenas prácticas para la atención de hombres y mujeres transexuales de la Comunidad Autónoma Vasca, (Aldarte, 2007) (en coautoría con Jon Fernandez).[19]
- Aquí también está tu sitio (Protocolo de actuación para facilitar la integración de las personas gays, lesbianas y transexuales inmigradas), 2008.[20]

- Visibilidad y participación social de las mujeres lesbianas en Euskadi, 2008.[21]
- Guía para entender la realidad de gays, lesbianas y transexuales mayores, 2009.[22]
- La escuela ante la orientación sexual, (Aldarte, 2009) (en coautoría con Amparo Villar Sáenz).[23]

- Diversidad sexual y de género Entrevista con Gerard Coll-Planas y Miquel Missé (2015)[24]
- Guía "El bullying y la violencia hacia el colectivo LGTBI+ en el ámbito de la educación no formal" (2016)[25]